# Камінь вагітної жінки
Камінь вагітної жінки (араб. Hadjar el Hibla‎) — відомий ще як «камінь Півдня» є монолітом доби Римської імперії. Розташований в Баальбеці в Лівані і вважається одним з найбільших монолітів у світі. Маса каменю становить понад 1000 т. За розмірами він сягає 20 з невеликим метрів завдовжки, понад 4 метрів завширшки і близько 4 метрів заввишки, не є паралелепіпедом.
Неподалік від нього були виявлені два інших, старших за віком моноліти в 1990-х і 2014—х рр. Три вапнякові блоки, що були призначені як компоненти для прославленого своїм гігантизмом римського храмового комплексу Баальбек, так і ніколи не були переміщені з копальні.

## Назва
Спочатку камінь називали Хаджар ель-Кібл (араб. حجر القبلة), що в перекладі означає «камінь півдня», надалі араби перейменували його в Хаджар ель-Хублі (араб. حجر الحبلى) — «камінь, відторгнутий від материнського масиву». На багатьох мовах світу ця назва звучить як «камінь вагітної жінки».
З приводу походження назви "камінь вагітної жінки " існує кілька версій. За однією з них камінь був названий через вагітну жінку, яка переконувала жителів Баальбека, що знає секрет древніх по переміщенню цього каменю і що розповість їм його, якщо вони будуть годувати її, поки та не народить дитину. За іншою версією назву дала легенда про вагітного джина, якому було доручено виготовити і перемістити цей кам'яний блок. Також дехто вірить, що якщо жінка доторкнеться до нього, то вона стане більш плодовитою.

## Опис
Камінь вагітної жінки знаходиться в Баальбеці в Лівані на відстані приблизно в 900 м від храму сонця (храму Юпітера). Його нахил до горизонту становить кут близько 30 °.
Кам'яний блок складається з вапняку, не є паралелепіпедом, довжина блоку 20,31-20,76 м, ширина — 4 м внизу і 4,14-5,29 м вгорі, висота — 4,21-4,32 м. При щільності 2,6-2,8 г/см³ маса становить трохи більше від 1000 т. Даний моноліт за габаритами і масою перевершує трилітони, що знаходяться в основі храму сонця, маса кожного з яких є 800 т.
Камінь оброблений з 3-х сторін, і злегка втоплений в землю. У верхній третині моноліт має тріщину, яка, хоч і не проходить через камінь але не є небезпечною.

## Призначення

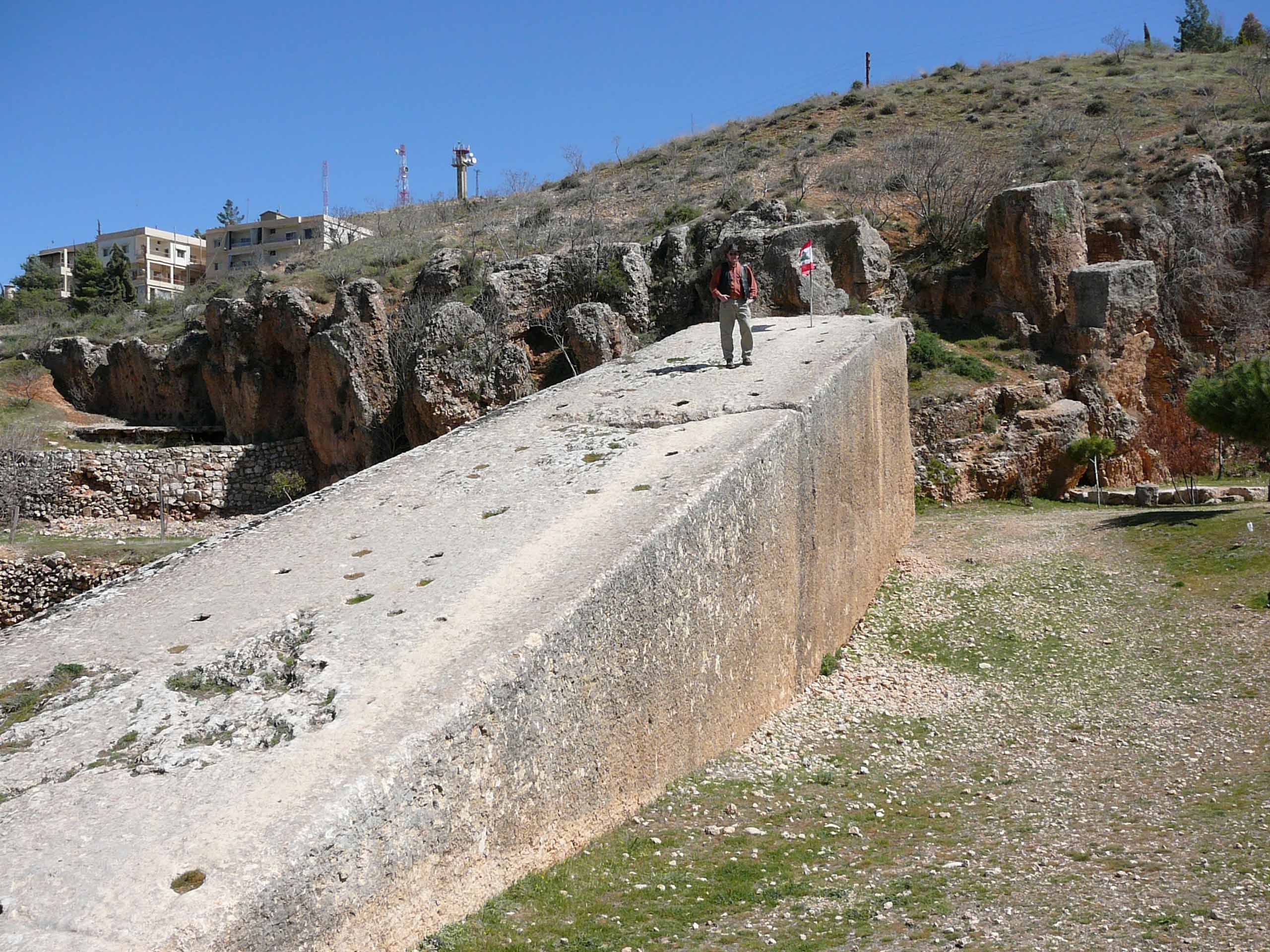
Камінь вагітної жінки

На думку деяких вчених, камінь вагітної жінки призначався для храму сонця. Він разом з трилітонами мав розташовуватися в основі храму. На думку дослідників, такий кам'яний блок міг послужити заготівлею для обеліска. Призначення цього каменю, як і спосіб його виготовлення і переміщення, є предметами суперечок протягом багатьох років. За підрахунками, щоб зрушити даний моноліт, потрібно одночасне зусилля 40000 чоловік. У місці, в якому він розташовується, розмістити таку кількість людей проблематично, так само як і керувати ними. Про те, як стародавні видовбали і обробили такий шматок породи, теж висунуто кілька версій, але всі вони спірні.